# York-Fabian Raabe
York-Fabian Raabe (* 1979 in Kassel) ist ein deutscher Filmregisseur, Drehbuchautor und Filmproduzent. Bekanntheit erlangte er vor allem durch seine im afrikanischen Kontext angesiedelten Regiearbeiten Zwischen Himmel und Erde (2010) und Borga (2021).

## Leben

### Ausbildung, Tätigkeit in der Wirtschaft und Filmstudium
York-Fabian Raabe besuchte das Engelsburg-Gymnasium in seiner Heimatstadt Kassel, das er 1999 mit dem Abitur verließ. Er absolvierte eine Ausbildung zum Industriekaufmann. Danach studierte er Betriebswirtschaftslehre an der Hochschule Harz in Wernigerode und erwarb 2003 den Abschluss eines Diplom-Kaufmanns (FH). Daraufhin war er beruflich für die DaimlerChrysler AG und in der Assistenz der Wirtschaftsprüfung von PricewaterhouseCoopers tätig.
Neben der Arbeit in der Wirtschaft ging Raabe seinen künstlerischen Neigungen nach und spielte Theater, verfasste Drehbücher und inszenierte erste kleinere Filme. Daraufhin gelang ihm die Aufnahme an der Deutschen Film- und Fernsehakademie Berlin (DFFB). Sein dortiges Studium machte ihn mit den Bereichen Drehbuch, Regie, Kamera und Produktion vertraut und er arbeitete an Filmprojekten mit.

### Arbeit als Produzent und erfolgreiches Kurzfilmdebüt
Ab Mitte der 2000er-Jahre begann Raabe an der Produktion von Kurzfilmen mitzuwirken. 2006 war er als Executive Producer an dem Kurzspielfilm Die letzte Garbe von Mariejosephin Schneider beteiligt. Die 20-minütige DFFB-Produktion stellt eine arme Bauernfamilie Anfang des 20. Jahrhunderts in den Mittelpunkt. Weiterhin produzierte er zwei DFFB-Kurzspielfilme von Janosch Orlowsky. Délire de négation (2007) handelt über eine junge Frau, die die Liebe ihres Lebens verloren hat, während Blind (2009) einen ehemaligen Scharfschützen in den Mittelpunkt stellt, der gegen seinen Willen in einen gefährlichen Auftrag verwickelt wird.
2010 gab er sein Debüt als Regisseur und Drehbuchautor mit dem Kurzfilm Zwischen Himmel und Erde. Der 15-minütige Spielfilm erzählt vom Schicksal zweier ivorischer Brüder, die in einem Elendsviertel in der Elfenbeinküste aufwachsen und die lebensgefährliche Flucht in einem Flugzeugfahrwerk nach Deutschland wagen. Die Geschichte, die auf einer wahren Begebenheit basiert, brachte Raabe 2010/11 erste Anerkennung ein. Zwischen Himmel und Erde wurde u. a. auf dem L.A. Shorts Fest, Filmfestival Max Ophüls Preis, Internationalen Kurzfilmfestival Berlin, Internationalen Filmfest Emden-Norderney und Filmfest Dresden ausgezeichnet und für weitere Filmpreise nominiert.

### Weitere Regiearbeiten zum Thema Afrika
Nach Zwischen Himmel und Erde folgten weitere im afrikanischen Kontext spielende Regiearbeiten, bei denen Raabe erneut für Drehbuch und Produktion verantwortlich zeichnete. Eigenen Angaben zufolge zieht er seine Inspiration aus seinen vielen Reisen („Meine Vita hilft mir im zweiten Schritt, wenn es darum geht, authentische Figuren und glaubwürdige Métiers zu erzählen“). Er besuchte die Tisch School of the Arts in New York, um seine Drehbucharbeit zu verbessern und gründete in Berlin gemeinsam mit Eric Golub seine eigene Filmproduktionsfirma ViewYork, die sich in die zwei Geschäftsbereiche ViewYork Media (Social-Media-Agentur) und ViewYork Film aufteilt.
2013 folgte Raabes zweite Regiearbeit, die 15-minütige Kurz-Dokumentation Sodoms Kinder, die in Ghanas Hauptstadt Accra spielt. Der Film begleitet zwei Straßenkinder, die im Umfeld der Elektronikschrottverarbeitung in Agbogbloshie leben. Acht Jahre später gab er sein Spielfilmdebüt mit Borga (2021), bei dem er sich von seinem vorangegangenen Werk inspirieren ließ. In dem Drama ist Eugene Boateng als titelgebender Ghanaer zu sehen, der nahe einer Elektroschrottdeponie in Accra aufwächst und sich in Deutschland ein neues Leben in Wohlstand erhofft. Borga wurde im Rahmen des 42. Filmfestivals Max Ophüls Preis uraufgeführt, das aufgrund der COVID-19-Pandemie komplett als Online-Edition organisiert wurde. Dort gewann Raabe den Hauptpreis für den besten Spielfilm, für den gesellschaftlich relevanten Film (an Associate Producer und Schauspieler Eugene Boateng), den Publikumspreis sowie den Preis der Ökumenischen Jury. Bereits für das unveröffentlichte Skript hatte der Filmemacher 2016 eine Nominierung für den Thomas Strittmatter Drehbuchpreis erhalten.

## Filmografie (Auswahl)
- 2010: Zwischen Himmel und Erde (Kurzfilm)
- 2013: Sodoms Kinder (Dokumentar-Kurzfilm)
- 2021: Borga

## Auszeichnungen (Auswahl)
- 2010: German Film and Media Evaluation Institute (FBW) – Prädikat „Besonders Wertvoll“ (Zwischen Himmel und Erde)
- 2010: L.A. Shorts Fest – Bester fremdsprachiger Film (Zwischen Himmel und Erde)
- 2010: Kodak Short Film Competition (Zwischen Himmel und Erde)
- 2010: Berlin International Short Film Festival – International Competition Confrontation (Zwischen Himmel und Erde)
- 2010: L.A. Shorts Fest – Best Foreign Film Award (Zwischen Himmel und Erde)
- 2011: Shortcutz Berlin – Audience Award (Zwischen Himmel und Erde)
- 2011: Filmfestival Max Ophüls Preis – Bester Kurzfilm (Zwischen Himmel und Erde)
- 2011: Kultcrossing Film Festival Köln – 1st Prize (Zwischen Himmel und Erde)
- 2011: Filmfest Dresden – Arte-Kurzfilmpreis (Zwischen Himmel und Erde)
- 2011: Internationales Filmfest Emden-Norderney – Bester Kurzfilm (Zwischen Himmel und Erde)
- 2012: Shortcutz Lisbon – Audience Award (Zwischen Himmel und Erde)
- 2014: Gewinner Wendland Shorts (Zwischen Himmel und Erde)
- 2020: Deutscher Agenturpreis – B2C / Community Management (ViewYork Media)
- 2021: Filmfestival Max Ophüls Preis – Bester Spielfilm, Publikumspreis und Preis der Ökumenischen Jury (Borga)
- 2021: German Film and Media Evaluation Institute (FBW) – „Prädikat Besonders Wertvoll“ (Borga)
- 2022: Bayerischer Filmpreis – Beste Nachwuchsregie (Borga)
- 2023: Deutscher Agenturpreis – B2C / Social Media (ViewYork Media)
- 2023: German Web Award (ViewYork Media)
- 2023: International Images Film Festival for Women (IIFF) – New Man Award
- 2024: German Web Awards (ViewYork Media)